# 翻雲棋
翻雲棋（英語：Phlip），是Claude Duvernay在1983年推出的兩人棋類遊戲。棋子為多格骨牌，機制類同同化棋。

## 棋具
- 9*9方格棋盤。
- 方塊兩面為不同色，代表敵我。每方有：
  - 二格骨牌各兩枚。
  - 三格骨牌I、V各兩枚。
  - 四格骨牌O、T各一枚。
  - 五格骨牌X、T、I各一枚。

## 規則
- 每位玩家需輪流放一枚棋子於空域，己方顏色朝上。當放下的棋子與敵方方塊以鄰邊相連，將該些敵棋翻為己方。
- 無法下子時，遊戲結束，玩家顏色的方格總數多者勝。[1]

## 外部連結
- 遊戲介紹 （页面存档备份，存于）
- 線上遊戲 （页面存档备份，存于）